# Scheepswerven op Urk
De Nederlandse plaats Urk heeft door de tijd verschillende scheepswerven gehad.

## Geschiedenis
Aan het einde van de 18e eeuw kent Urk nog geen haven en moeten de vissersschepen voor rede gaan aan de Noordoostzijde van het eiland. In 1805 wordt de Oosthaven aangelegd, die al snel te klein blijkt. Uitbreidingen worden aangelegd in 1819 en 1834. In 1859 volgt de Westhaven en in 1903 de Nieuwe haven. Havens stimuleren de scheepsbouw. De ontwikkeling van deze bedrijfstak op Urk loopt parallel aan de ontwikkeling van de vissersvloot, die in de loop van de negentiende eeuw fors groeit.
De Urker vissers betrekken hun schepen bij de werf van Buis in Kuinre of bij werven in Harderwijk of in Spakenburg. Vader Albert en zoons Jan en Jelle Roos beginnen als eersten een scheepswerf op Urk in 1840. De werf van de gebroeders Roos ('Roosies' voor de Urkers) is heel gunstig gelegen, tegenover de havenmond van de Oosthaven ter hoogte van Wijk 1-61 en heeft eerst drie, later vijf bedden. Een paard (of een achttal mannen) is nodig om een schip de helling op trekken. Een benzinelier die in 1917 wordt geplaatst neemt dit werk over. Het familiebedrijf bouwt en repareert botters en werkt vooral op de traditionele wijze met hout. Er wordt weinig getekend. Alles gaat met mallen en op het oog. Rond Tweede Wereldoorlog raakt de werf achterop. In 1961 zet Jan Roos als laatste actieve nazaat een streep onder zijn loopbaan en heft hij de werf op.
Visserman Klaas Hakvoort begint met zijn zoons in 1879 een tweede werf aan de Westhavenkade, de ‘ westhelling’. Hij verkoopt in 1911 zijn werf aan zijn vier zoons. Twee daarvan vertrekken rond 1919 om in Monnickendam hun eigen werf te starten. De werf, die vooral bekend staat als de werf van de gebroeders Hakvoort, bouwt vooral botters en motoriseert houten botters. In 1947 wordt de sleephelling aangepast in een wagenhelling zodat grotere (ijzeren) schepen kunnen worden gebouwd. In 1985 wordt de werf verkocht. Henk Koffeman huurt de werf van 1987 tot 1995. Uiteindelijk komt het werfhuis in 2011 via de Gemeente Urk in handen van de stichting de Urker Botter. De stichting zorgt voor een grondige restauratie en brengt de historische botterschuur terug naar 1920. Deze stichting is na de opening in 2013 op de originele locatie nog steeds actief. Scheepswerf Westhaven exploiteert de ernaast gelegen helling.

Personeel van werf Metz, rond 1912. Collectie Zuiderzeemuseum, Enkhuizen

Aan de Oosthaven sticht Albert Wijpkesz Koopman, voorheen meesterknecht op de werf van Buis in Kuinre, in 1862 een werf met zes bedden. Albert wordt opgevolgd door zijn zoon, die op zijn beurt zijn dochter ziet trouwen met Louwrents Metz, die de werf rond 1882 overneemt. Naast botters bouwt de werf ook Friese Bollen. In de jaren dertig worden de hellingen vervangen door wagentjes op rails om grotere schepen te kunnen bouwen. Na de oorlog stapt de werf helemaal over op productie van ijzeren vissersschepen. In de jaren zeventig verplaatst de familie de werf naar de Klifkade, aan de voormalige werkhaven voor de Zuiderzeewerken. De familie Metz blijft verantwoordelijk voor de werf totdat de Urker vissersschepen te groot worden voor lokale werven. Na het faillissement van Metz in 2006 komt de oude locatie van de werf aan de Oosthaven via een aanwijzing tot gemeentelijk monument, in huur bij de firma Hoekman. Deze knapt de werf op en verricht er vanaf 2013 scheepsonderhoud. Hoekman is in 1961 gestart door Albert en Lucas Hoekman, aanvankelijk vooral als onderhoudswerf, later worden ook nieuwe schepen gebouwd.

Werf Metz aan Oosthaven op Urk rond 1920. Collectie Zuiderzeemuseum, Enkhuizen

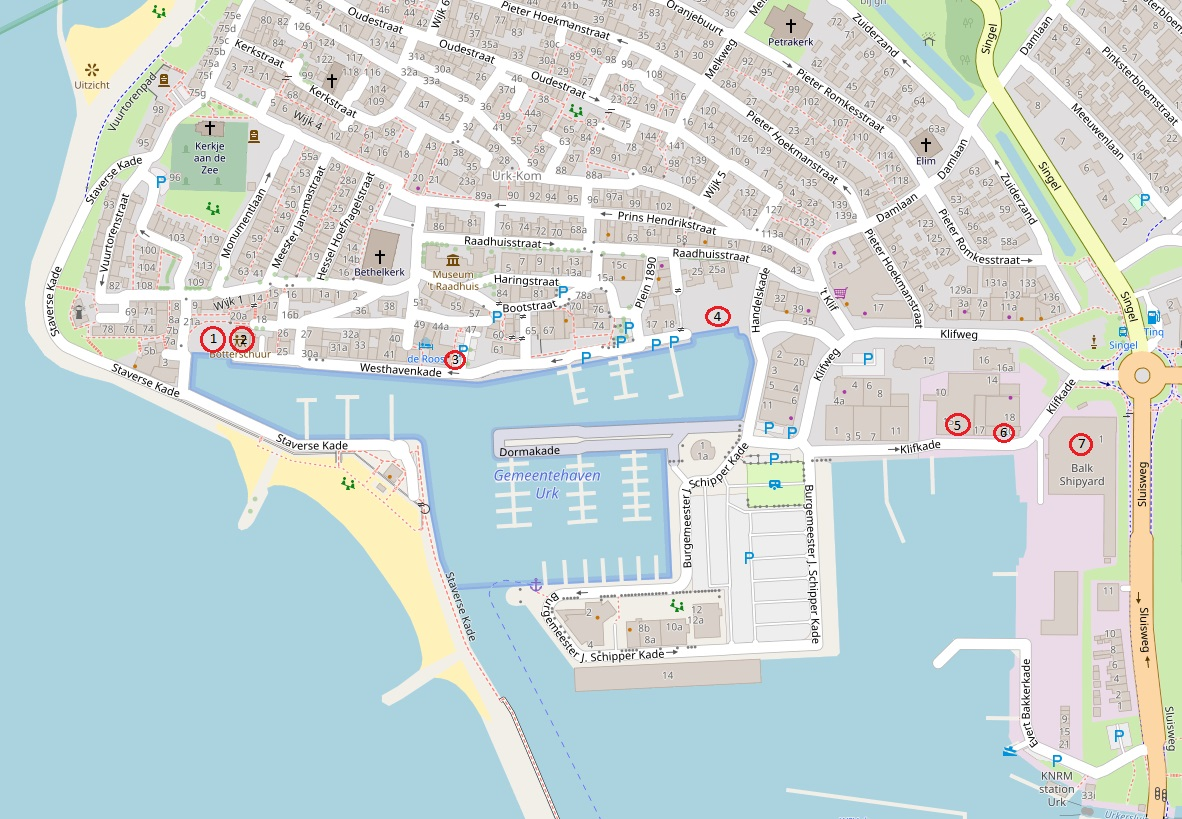
Legenda 1 Scheepswerf Westhaven 2 Botterschuur 3 Gebr. Roos 4 Oude locatie Metz nu Hoekman 5 Hoekman 6 Hartman 7 Balk [kaart van Open Streetmap

Gelegen naast de werf van Hoekman is Hartman Marine Shipbuilding vanaf 2007 actief. Daarnaast, aan de Evert Bakkerkade 1, op het terrein van de verplaatste werf van de familie Metz, vestigt zich in 2007 Balk shipyard uit Elburg. In 2022 gaat dit bedrijf over Chinese handen.
| van        | tot        | naam en locatie                                                                                       | eigenaar                                                                                         |
| ---------- | ---------- | --- | ------------------------------------------------------------------------------------------------ |
| 1879       | 1987       | scheepswerf aan Westhavenkade, 'Westhelling'                                                          | Klaas Hakvoort en nazaten                                                                        |
| 1987       | 1995       | scheepswerf aan Westhavenkade 'Westhelling'                                                           | Henk Koffeman                                                                                    |
| 2011       | heden      | Botterschuur aan Westhavenkade Wijk 1-21                                                              | Stichting Urker Botter                                                                           |
| 2019       | heden      | Scheepswerf Westhaven Wijk 1-20 Pieter Hakvoortstraat 22                                              | Pieter Kaptein                                                                                   |
| 1862       | 1882       | aan de Oosthaven                                                                                      | Albert Wijpkesz Koopmans en nazaten, in derde generatie opgevolgd door schoonzoon Louwrents Metz |
| 1882       | circa 1975 | aan de Oosthaven                                                                                      | Louwrents Metz en nazaten                                                                        |
| circa 1975 | 2006       | aan de Klifkade tot faillissement                                                                     | nazaten Louwrents Metz                                                                           |
| 1961       | heden      | Machinefabriek Hoekman Haven 25 / Klifkade 15                                                         | Gebroeders Hoekman en nazaten                                                                    |
| 2013       | heden      | voorheen werf Metz Oosthaven door gemeente verhuurd aan Firma Hoekman                                 | exploitatie Familie Hoekman                                                                      |
| 2006       | heden      | overname Metz Klifkade door Balk Shipyard                                                             | Familie Balk afkomstig van Elburg                                                                |
| 1840       | 1961       | Oosthaven tegenover de havenmonding ter hoogte van wijk 1-61 in later jaren Gebroeders Roos 'Roosies' | Jelle Roos en nazaten                                                                            |
| 2007       | heden      | Hartman marine shipbuilding Klifkade                                                                  |                                                                                                  |